# HOXA2
HOXA2 (англ. Homeobox A2) – білок, який кодується однойменним геном, розташованим у людей на короткому плечі 7-ї хромосоми. Довжина поліпептидного ланцюга білка становить 376 амінокислот, а молекулярна маса — 41 002.
| 10         |  | 20         |  | 30         |  | 40         |  | 50         |
| ---------- |  | ---------- |  | ---------- |  | ---------- |  | ---------- |
| MNYEFEREIG |  | FINSQPSLAE |  | CLTSFPPVAD |  | TFQSSSIKTS |  | TLSHSTLIPP |
| PFEQTIPSLN |  | PGSHPRHGAG |  | GRPKPSPAGS |  | RGSPVPAGAL |  | QPPEYPWMKE |
| KKAAKKTALL |  | PAAAAAATAA |  | ATGPACLSHK |  | ESLEIADGSG |  | GGSRRLRTAY |
| TNTQLLELEK |  | EFHFNKYLCR |  | PRRVEIAALL |  | DLTERQVKVW |  | FQNRRMKHKR |
| QTQCKENQNS |  | EGKCKSLEDS |  | EKVEEDEEEK |  | TLFEQALSVS |  | GALLEREGYT |
| FQQNALSQQQ |  | APNGHNGDSQ |  | SFPVSPLTSN |  | EKNLKHFQHQ |  | SPTVPNCLST |
| MGQNCGAGLN |  | NDSPEALEVP |  | SLQDFSVFST |  | DSCLQLSDAV |  | SPSLPGSLDS |
| PVDISADSLD |  | FFTDTLTTID |  | LQHLNY     |  |            |  |            |

A: Аланін

C: Цистеїн

D: Аспарагінова кислота

E: Глутамінова кислота

F: Фенілаланін

G: Гліцин

H: Гістидин

I: Ізолейцин

K: Лізин

L: Лейцин

M: Метіонін

N: Аспарагін

P: Пролін

Q: Глутамін

R: Аргінін

S: Серин

T: Треонін

V: Валін

W: Триптофан

Кодований геном білок за функцією належить до білків розвитку. 
Задіяний у таких біологічних процесах, як транскрипція, регуляція транскрипції. 
Білок має сайт для зв'язування з ДНК. 
Локалізований у ядрі.